# رز هیل (آلاباما)
رز هیل (به انگلیسی: Rose Hill) یک منطقهٔ مسکونی در ایالات متحده آمریکا است که در شهرستان کاوینگتون، آلاباما واقع شده‌است. رز هیل ۱۳۱٫۹۸ متر بالاتر از سطح دریا واقع شده‌است.